# Montia fontana
Montia fontana — вид трав'янистих рослин родини монтієві (Montiaceae), яку можна знайти у вологому середовищі по всьому світу, від тропіків до Арктики. Етимологія: лат. fontana — «джерельний».

## Опис
Трав'яниста однорічна або дворічна рослина. Стебла сланкі, 1–30 см, вільно вкорінюються у вузлах, утворюючи килимки. Листки супротивні, сидячі; пластини від оберненоланцетних до ромбічних, 2–20 × 0.5–10 мм. Квіток 1–8; чашолистки 1–1.5 мм; пелюсток 5, білі, нерівні, 1–2 мм; тичинок 3, пиляки рожеві або жовті. Насіння 0.7–1.2 мм, горбкувате.

## Поширення
Африка (Кенія, Танзанія, Уганда, Ефіопія, Марокко, Заїр); Європа (Естонія, Латвія, Литва, Росія, Австрія, Бельгія, Чехія, Німеччина, Угорщина, Нідерланди, Польща, Швейцарія, Данія, Фінляндія, Ісландія, Ірландія, Норвегія, Швеція, Велика Британія, Болгарія, Хорватія, Греція, Італія, Македонія, Румунія, Сербія, Словенія, Франція, Португалія, Іспанія); Азія (Росія, Туреччина, Індонезія – Іріан-Джая, Папуа-Нова Гвінея); Австралія, Нова Зеландія; Північна Америка (Гренландія; Сен-П'єр і Мікелон, Аляска, Канада); Південна Америка (Болівія, Колумбія, Еквадор, Перу). Натуралізований у деяких інших місцях.
Населяє басейни, джерела, луки, інші мокрі або вологі місця. Зростає в кислих або нейтральних, сезонно або постійно вологих ґрунтах.

## Дії по збереженню
Вид класифікується під загрозою зникнення в Естонії та Швейцарії, близький до загрозливого в Угорщині, з дефіцитом даних у Хорватії, він також захищений на регіональному рівні в Пікардії, Франція.

## Галерея

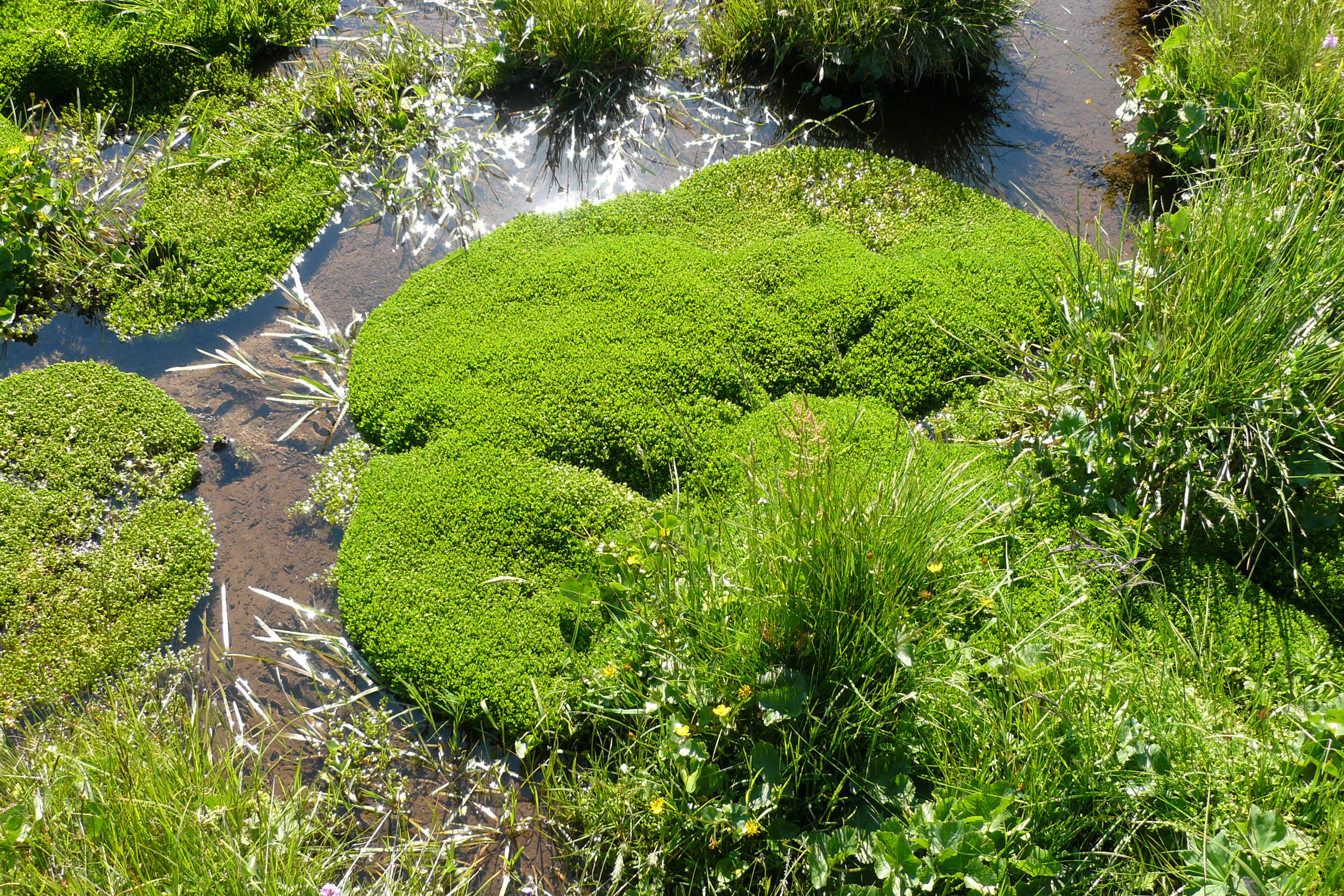
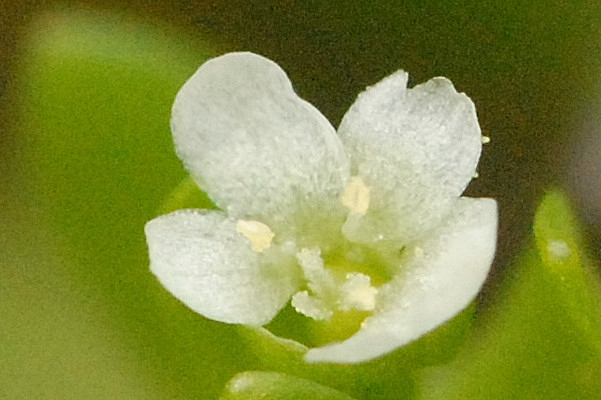
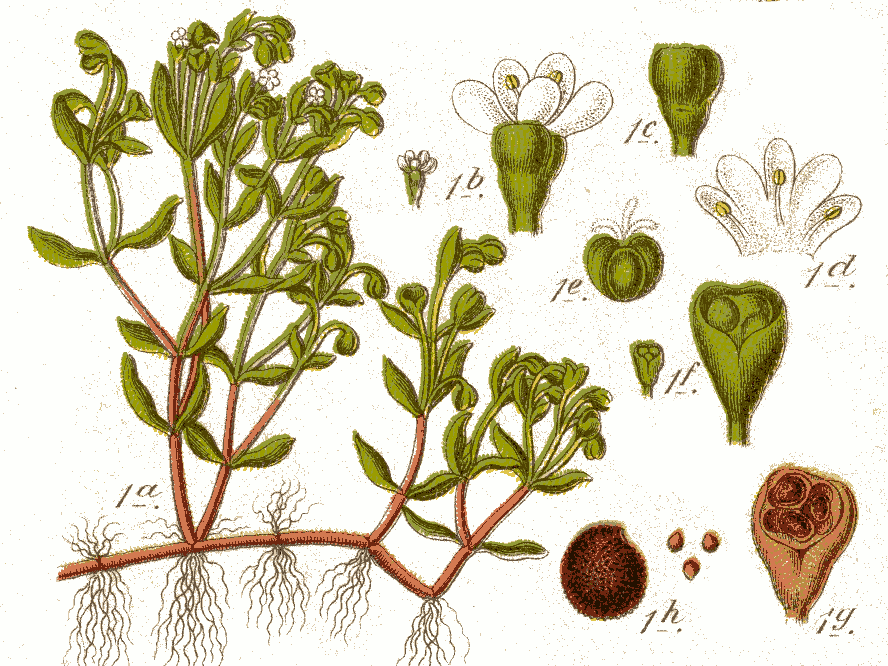